# Toftahöjden
Toftahöjden är ett bostadsområde vid Toftasjöns östra strand nordost om Växjö. Från 2015 avgränsar SCB en småort i området.